# Live Reading Festival 1992
Live Reading Festival 1992 es un álbum en vivo de la banda de shoegazing inglesa Ride, el que fue lanzado en septiembre de 2011 como el tercer disco del Box Set junto con OX4 The Best of Ride y Firing Blanks: Unreleased Ride Recordings 1988–95.
La grabación corresponde a parte del show que el grupo presentó en el escenario principal del Festival de Reading, el que se realizó el sábado 29 de agosto de 1992.

## Lista de canciones
Todas las canciones escritas y compuestas por Ride, excepto donde se indica. 
| Álbum original |                         |               |                |          |  |
| N.º            | Título                  | Letras        | Vocalista      | Duración |  |
| 1.             | «Leave Them All Behind» | Mark Gardener | Gardener, Bell | 9:38     |  |
| 2.             | «Taste»                 |               | Gardener       | 3:19     |  |
| 3.             | «Not Fazed»             | Andy Bell     | Gardener, Bell | 3:28     |  |
| 4.             | «Sennen»                |               | Gardener, Bell | 3:58     |  |
| 5.             | «Like a Daydream»       |               | Gardener       | 2:40     |  |
| 6.             | «Twisterella»           | Gardener      | Gardener       | 3:41     |  |
| 7.             | «Time of Her Time»      | Bell          | Bell           | 2:59     |  |
| 8.             | «Nowhere»               |               | Bell           | 11:21    |  |
| 9.             | «Vapour Trail»          | Bell          | Bell           | 3:38     |  |
| 10.            | «Seagull»               |               | Gardener, Bell | 7:49     |  |
| 11.            | «Close My Eyes»         |               | Gardener       | 5:33     |  |
| 12.            | «Mouse Trap»            | Gardener      | Gardener, Bell | 5:11     |  |